# Chris Tsangarides
Chris Tsangarides (17. srpna 1956 – 7. ledna 2018) byl britský hudební producent. Od dětství hrál na klavír a později studoval hru na trubku na londýnské Royal Academy of Music. Hudební kariéru zahájil v roce 1975, zpočátku jako zvukový inženýr. V roce 1978 začal pracovat jako producent, jeho prvním produkčním počinem byla deska Back on the Streets od kytaristy Garyho Moorea. Později produkoval nahrávky řady dalších hudebníků a kapel, mezi něž patří například Thin Lizzy, Bruce Dickinson, Helloween a Judas Priest. Také spolupracoval s českou skupinou Kreyson. Zemřel roku 2018 ve věku 61 let.